# Рамон Марія Кальдере
Рамон Марія Кальдере (ісп. Ramón María Calderé, нар. 16 січня 1959, Таррагона) — іспанський футболіст, що грав на позиції півзахисника, насамперед за «Барселону» і національну збірну Іспанії. 
По завершенні ігрової кар'єри — тренер.

## Клубна кар'єра
Народився 16 січня 1959 року в місті Таррагона. Вихованець футбольної школи «Барселони». З 1979 року почав грати за  другу команду клубу, протягом 1980—1981 провів декілька матчів у Ла-Лізі, граючи на умовах оренди за «Реал Вальядолід».
До складу головної команди «Барселони» 25-річний на той час півзахисник був включений лише перед початком сезону 1984/85. Гравцем стартового складу не став, утім протягом того переможного для каталонців сезону Ла-Ліги виходив на поле у 22 матчах і відзначився трьома голами. Згодом провів у складі «Барси» ще три сезони, регулярно отримуючи ігровий час.
Протягом 1988—1990 років захищав кольори клубу «Реал Бетіс», а завершив ігрову кар'єру у третьоліговому «Сант-Андреу», за який виступав протягом 1990—1993 років.

## Виступи за збірні
Протягом 1984–1986 років залучався до складу молодіжної збірної Іспанії. На молодіжному рівні зіграв у 3 офіційних матчах, забив 1 гол.
Навесні 1985 року дебютував в офіційних матчах у складі національної збірної Іспанії. Протягом кар'єри у національній команді, яка тривала 4 роки, провів у її формі 18 матчів, забивши 7 голів.
У складі збірної був учасником чемпіонату світу 1986 року у Мексиці, де виходив на поле у чотирьох з п'яти матчів іспанців, які припинили боротьбу на стадії чвертьфіналів. Забив два голи у переможному матчі групового етапу проти Алжиру. 
За два роки їздив у складі національної команди на чемпіонат Європи 1988 до ФРН, де був резервним гравцем і на поле не виходив.

## Кар'єра тренера
Завершивши ігрову кар'єру у 1993, перейшов на тренерську роботу, ставши асистентом головного тренера у нижчоліговій команді «Сантбоя». Перший досвід самостійної тренерської роботи отримав 1997 року, ставши головним тренером команди «Премія».
Протягом наступних 20 років змінив більше десятка команд, що змагалися на рівні третього дивізіону і нижче. Зокрема у Сегунді Б очолював такі команди як «Бадалона», «Сеута», «Теруель», «Паленсія» і «Бургос».

## Титули і досягнення
- Чемпіон Іспанії (1):

«Барселона»: 1984/85
- Володар Кубка Іспанії (1):

«Барселона»: 1987/88
- Чемпіон Європи (U-21): 1986